# Gat d'Angora

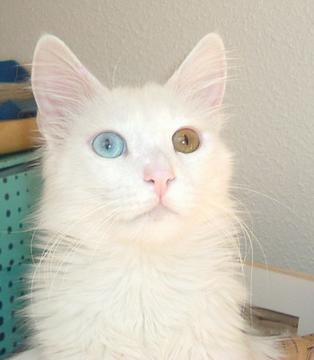

El gat d'Angora (en turc: Ankara kedisi) és una raça de gat domèstic. Els turcs d'Angora són una de les races de gats més antigues, originària de la regió d'Ankara, a la Turquia central.
Tot i això, el terme angora ha estat aplicat injustificadament per designar a qualsevol gat de pèl llarg, sense importar el seu origen o raça. Molts gats comuns de pèl llarg, o fins i tot  perses sense pedigrí, es denominen erròniament «Angora».

## Origen
Els gats d'Angora van ser els primers gats de pèl llarg introduïts a Europa, al segle xvi. Es van importar de la ciutat d'Angora de Turquia, la mateixa que va produir la cabra d'Angora, coneguda per la seva llana extremadament suau, anomenada mohair. El gat va conquistar ràpidament als aficionats.
No obstant això, quan el gat persa va començar a guanyar terreny, l'autèntic gat d'Angora pràcticament va arribar a extingir-se com a raça. Després de la Segona Guerra Mundial va tornar a despertar interès, i els criadors dels Estats Units van ressuscitar la raça sota el nom d'Angora turc, usant gats existents i algunes importacions directes del zoo d'Ankara. Actualment als Estats Units es reconeixen diferents varietats de l'Angora turc.

## Característiques físiques
L'Angora turc és un gat de petita a mitjana grandària, de cos llarg i esvelt, atlètic i musculós. Les femelles solen pesar al voltant dels tres quilos i els mascles adults una mica més, fins a quatre quilos i mig. S'inclou en la categoria II de la FIFe, és a dir, la de pèl semi-llarg.
Encara que els més coneguts són els blancs d'ulls blaus o dispars, avui dia es reconeixen tots els colors, excepte els orientals. Hi ha més de vint varietats: bicolors, tots els colors de tabby fum, tabby clàssics i atigrats, tabby plata, colors sòlids (blanc pur, negre, blau, vermell, carey ...), etc. Els ulls són grans, ovalats i lleugerament oblics, i poden ser de qualsevol tonalitat: entre ambre i daurat, verd, blau o dispars (en els exemplars de color blanc).
El cap és petit, en forma de tascó suau i el coll és llarg, prim i elegant. Les orelles són grans, teses, amb flocs de pèl i lleugerament punxegudes. Les potes són llargues, amb les posteriors més llargues que les davanteres. El pelatge, gairebé sense capa interna, és semillarg sobre el cos, més curt sobre el llom i el morro, llarg en el coll i sota el budell. La cua sembla una ploma, amb el pèl bastant espès, sol estar baixa pel que fa al cos, si bé quan l'animal es desplaça de pressa la posa cap endavant, en paral·lel al llom, i gairebé toca el cap.
En conjunt, l'Angora turc dona impressió d'equilibri, de proporció i lleugeresa. La combinació d'un cos esvelt, llarg, amb potes posteriors altes i cua en direcció al cap i les orelles, produeix un efecte de moviment flotant i de vaporosa elegància.
Encara que tenen un pelatge llarg, en ser fi, no sol embullar-se com en el cas dels perses, amb un raspallat diari és suficient.

## Temperament
L'Angora turc és una raça de gats intel·ligents, curiosos, àgils, bastant actius i mioladors. Li agrada viure amb una sola persona, que comparteix el seu respecte per la pau i la tranquil·litat. Són molt devots del seu amo, al que solen seguir per la casa supervisant tots els seus moviments.
Els agrada ser el centre d'atenció, són fidels i molt manyacs. No els agrada que els agafin massa temps en braços, encara que sí estar tot el temps en companyia humana. Gaudeixen escalant als llocs més inaccessibles i contemplant tot des del lloc més elevat de la casa.
L'Angora és educat, afectuós i intel·ligent. Juganer de vegades, és un gat molt adequat per a la vida a l'interior d'un habitatge, sempre que el seu territori no sigui massa limitat.
Poden aprendre fins a deu ordres i actuar d'acord dicten. Un dels jocs que poden aprendre és el de buscar i portar una joguina que se'ls ha llançat.

## Varietats
Les varietats inclouen: 

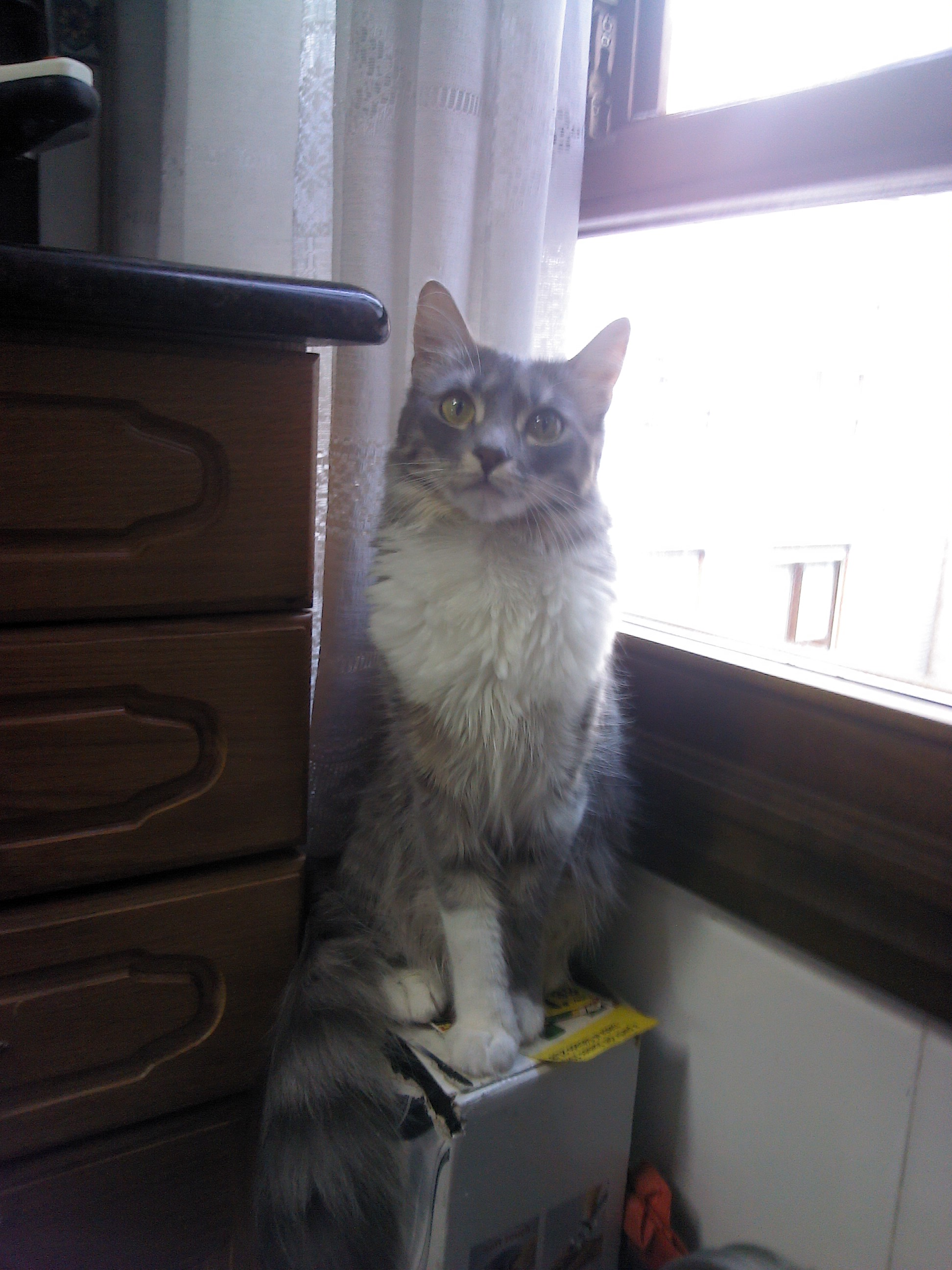
Gata d'Angora de pelatge platejat tigrat amb ulls ataronjats-verdosos amb un any i 3 mesos d'edat

- Angora blanc, color tradicional, amb ulls de color taronja, blaus o desiguals.
- Angora negre, amb ulls taronja.
- Angora blau, amb ulls taronja.
- Angora negre fumat, amb capa blanca i puntejat negre, ulls de color taronja.
- Angora blau tigrat, amb capa blava-blanca amb marques blaves, i ulls taronja.
- Angora plata tigrat, de capa platejada amb marques negres, i ulls verds o avellana.
- Angora vermell tigrat, de capa vermella amb marques vermelles més fosques i ulls taronja.
- Angora marró atigrat, de capa marró amb marques blanques i ulls taronja.
- Angora calicó, de capa blanca amb taques negres i vermelles, i ulls taronja.
- Angora bicolor, de capa blanca amb taques crema, vermell, blau o negre, i ulls taronja.

Tota la gamma de colors encara no està establerta, però també podrà incloure varietats caramel, canyella, puntejat i closca de tortuga carei. Els gatets, molt actius i juganers de petits, no tenen la veritable capa d'angora fins a l'edat de dos anys.